# Xã South Creek, Quận Bradford, Pennsylvania
Xã South Creek (tiếng Anh: South Creek Township) là một xã thuộc quận Bradford, tiểu bang Pennsylvania, Hoa Kỳ. Năm 2010, dân số của xã này là 1.128 người.